# Ольтре-іль-Колле
Ольтре-іль-Колле (італ. Oltre il Colle) — муніципалітет в Італії, у регіоні Ломбардія,  провінція Бергамо.
Ольтре-іль-Колле розташоване на відстані близько 500 км на північний захід від Рима, 65 км на північний схід від Мілана, 23 км на північ від Бергамо.
Населення — 1032 особи (2014).

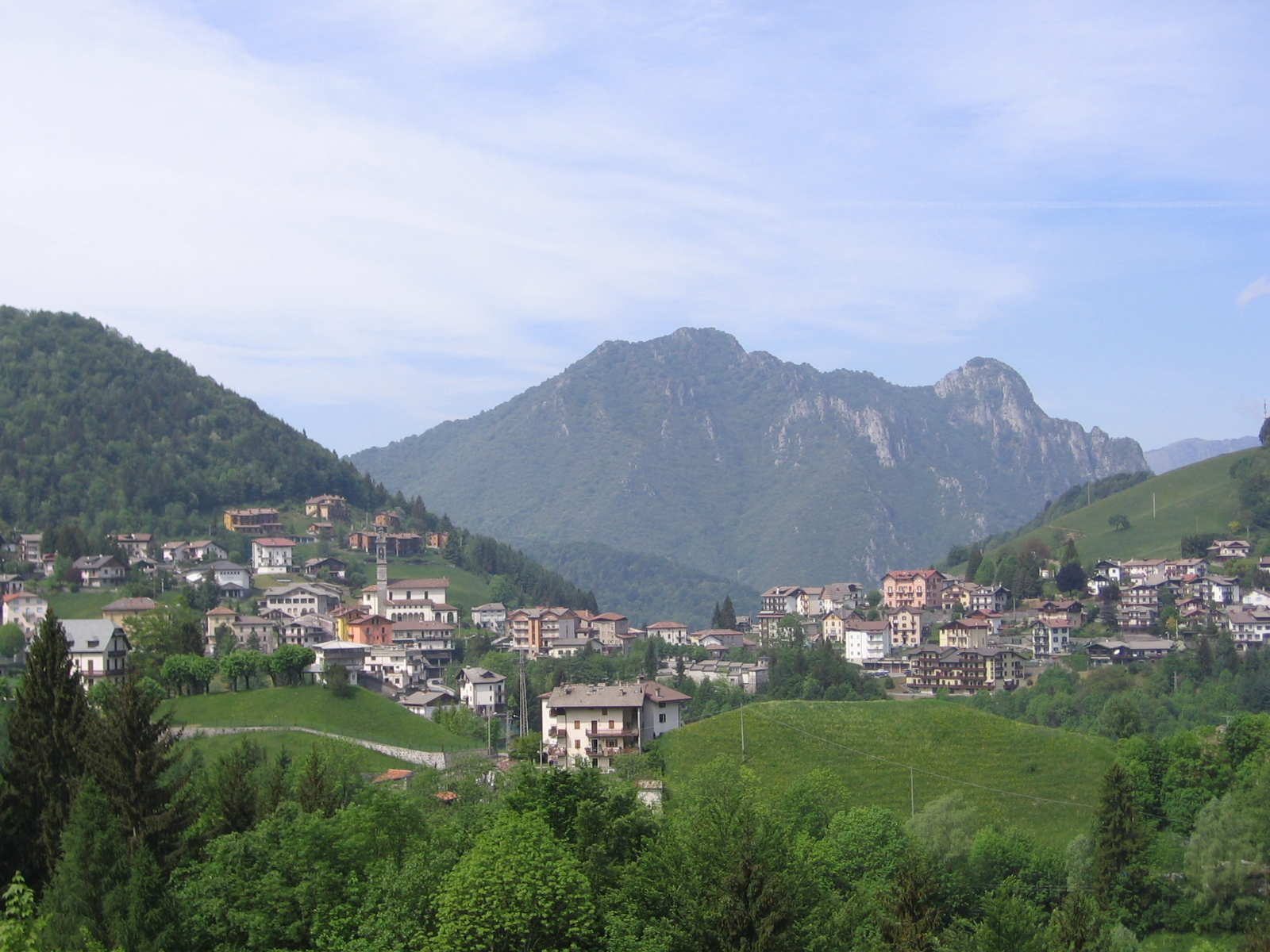

Щорічний фестиваль відбувається 24 серпня. Покровитель — святий Варфоломій.

## Демографія
Населення за роками:

Станом на 1 січня 2023 року в муніципалітеті офіційно проживало 17 іноземців з 9 країн, серед них 4 громадяни країн Євросоюзу.

## Сусідні муніципалітети
- Ардезіо
- Корнальба
- Онета
- Премоло
- Ронкобелло
- Серина